# Super Kaneko Nova System
Pour les articles homonymes, voir Super nova.
Le Super Kaneko Nova System est un système d'arcade créé par la société Kaneko en 1996.

## Description
Le Super Kaneko Nova System.peut être simplement appelé Super Nova, mais il peut porter les termes de son nom dans un ordre indifférent : Super Nova System, Super Kaneko System ainsi que Kaneko Super System. Il est possible de rencontrer ce système sous l'appellation SKNS, acronyme de Super Kaneko Nova System.
Le Super Nova est un système fonctionnant suivant le couple carte mère/cartouche.
Le système est zoné, tous les jeux ne fonctionnent par avec toutes les cartes mères. Il existe plusieurs régions possédant leur propre bios. Les différentes régions sont facilement distinguables, car la couleur des cartouches varie en fonction de la localisation :
- Blanc : Japon
- Bleu clair : Europe
- Bleu foncé : USA
- Vert : Asie
- Rouge : Corée

Le Super Nova propose un rendu de qualité et des graphismes très fins. Malgré une durée de vie assez courte, ce système va produire des jeux célèbres comme les shoot'em up Cyvern ou Sengeki Striker ou la suite des Gals Panic.

## Spécifications techniques
- Processeur : Hitachi SH2 cadencé à 28,63 MHz
- Processeur son : Yamaha YMZ280B cadencé à  16,666 MHz

## Liste des jeux
| Titre                       | Développeur         | Éditeur | Système                  | Genre | Date |
| --------------------------- | ------------------- | ------- | ------------------------ | ----- | ---- |
| Cyvern                      | Kaneko              | Kaneko  | Super Kaneko Nova System |       | 1998 |
| Gals Panic 4                | Kaneko              | Kaneko  | Super Kaneko Nova System |       | 1996 |
| Gals Panic S: Extra Edition | Kaneko              | Kaneko  | Super Kaneko Nova System |       | 1997 |
| Gals Panic S2               | Kaneko              | Kaneko  | Super Kaneko Nova System |       | 1999 |
| Gals Panic S3               | Kaneko              | Kaneko  | Super Kaneko Nova System |       | 2002 |
| Guts'n                      | Kaneko / Kouyousha  | Kaneko  | Super Kaneko Nova System |       | 2000 |
| Jan Jan Paradise            | Electro Design      | Kaneko  | Super Kaneko Nova System |       | 1996 |
| Jan Jan Paradise 2          | Electro Design      | Kaneko  | Super Kaneko Nova System |       | 1997 |
| Otome Ryouran               |                     | Kaneko  | Super Kaneko Nova System |       | 1998 |
| Panic Street                | Kaneko              | Kaneko  | Super Kaneko Nova System |       | 1999 |
| Puzz Loop                   | Mitchell            | Kaneko  | Super Kaneko Nova System |       | 1998 |
| Saru Kani Hamu Zou          |                     | Kaneko  | Super Kaneko Nova System |       | 1997 |
| Sen Know                    | Kaneko / Kouyousha  | Kaneko  | Super Kaneko Nova System |       | 1999 |
| Sengeki Striker             | Kaneko / Warashi    | Kaneko  | Super Kaneko Nova System |       | 1998 |
| Tel Jan                     | Electro Design      | Kaneko  | Super Kaneko Nova System |       | 1999 |
| VS Block Breaker            | Kaneko / Mediaworks | Kaneko  | Super Kaneko Nova System |       | 1997 |
| VS Mahjong Otome Ryouran    | Electro Design      | Kaneko  | Super Kaneko Nova System |       | 1998 |